# Aloe linearifolia
Aloe linearifolia é uma espécie de liliopsida do gênero Aloe, pertencente à família Asphodelaceae.